# 威廉·凯林
威廉·乔治·凯林（英語：William George Kaelin，1957年11月23日—），生于纽约，美国癌症学家、哈佛医学院教授。2019年諾貝爾生理學或醫學獎得主。

## 生平
凯林1979年获杜克大学化学学士学位，1982获得同一大学医学博士学位。毕业后赴约翰霍普金斯医院实习，后转至丹纳-法贝尔癌症研究所。1992年有了自己的实验室。1998年成为霍华德·休斯医学研究所研究员。
凯林早期的工作是研究与细胞增殖有关的E2F蛋白。之后他研究了希佩尔-林道综合征（VHL）。他发现VHL蛋白参与缺氧诱导因子（HIF）的标记从而抑制它。氧气不足，则HIF的羟基化程度低，则无法正常被VHL蛋白标记，从而启动血管的生长。这对理解细胞信号传导做出了贡献。他的小组还研究了RB-1以及p53癌症抑制基因。
2010年，凯林被选为美国国家科学院院士，并获盖尔德纳国际奖。2016年获拉斯克基础医学研究奖。
2019年，凱林獲得2019年的諾貝爾生理學或醫學獎。